# إدوارد تي. فيرتشايلد
إدوارد تي. فيرتشايلد هو محامي وقاضي وسياسي أمريكي، ولد في 17 يونيو 1872 في تواندا في الولايات المتحدة، وتوفي في 29 أكتوبر 1965. نشط حزبياً في الحزب الجمهوري. وقد انتخب عضو مجلس ولاية ويسكونسن ‏.